# Embraer E-Jet
Embraer E-Jet er en serie af tomotorers jetfly produceret af Embraer i Brasilien. Den blev præsenteret ved Paris Air Show i 1999, og blev sat i serieproduktion i 2002.
Den 30. september 2015 var der blevet leveret 1158 eksemplarer af flyet, mens der var bestilling på yderlige 263 fly. 
Alle varianter har samme skrog og elektroniske systemer. 170 og 175 har den samme vingekonstuktion og samme type motorer, og varierer kun i længden. Tilsvarende deler 190 og 195 vingekonstruktion og motorer. 
Embraer E-Jet E2-familien er i øjeblikket under udvikling, og vil fungere som en erstatning for Embraer E-Jet familien.
I 2025 bestilte SAS 45 styk E195-E2, hvoraf de første leveres i 2027.

## Ordre og leveringer
Liste over Embraer's E-Jets leveringer og ordre:
| Model | Foto | Firma ordre | Optioner | Leveringer | Manglende firmaleveringer |
| ----- | ---- | ----------- | -------- | ---------- | ------------------------- |
| E170  |      | 193         | 7        | 188        | 5                         |
| E175  |      | 477         | 332      | 311        | 166                       |
| E190  |      | 586         | 92       | 518        | 68                        |
| E195  |      | 165         | 2        | 141        | 24                        |
| Total |      | 1421        | 433      | 1158       | 263                       |

Kilde: Embraer's orderbog den 30. september 2015.